# Nonea caspica
Nonea caspica är en strävbladig växtart. Nonea caspica ingår i släktet nonneor, och familjen strävbladiga växter.

## Underarter
Arten delas in i följande underarter:
- N. c. caspica
- N. c. schmidii
- N. c. zygomorpha